# П'єтроаса (Біхор)
П'єтроаса (рум. Pietroasa) — село у повіті Біхор в Румунії. Адміністративний центр комуни П'єтроаса.
Село розташоване на відстані 365 км на північний захід від Бухареста, 72 км на південний схід від Ораді, 82 км на захід від Клуж-Напоки, 137 км на північний схід від Тімішоари.

## Населення
За даними перепису населення 2002 року у селі проживали 914 осіб, з них 913 осіб (99,9%) румунів. Рідною мовою 913 осіб (99,9%) назвали румунську.